# Highlands East (Ontario)
Highlands East to gmina (ang. township) w Kanadzie, w prowincji Ontario, w hrabstwie Haliburton.
Powierzchnia Highlands East to 701,48 km².
Według danych spisu powszechnego z roku 2001 Highlands East liczy 3022 mieszkańców (4,31 os./km²).